# عيبة (كحلان عفار)

تعديل مصدري - تعديل

عيبة هي إحدى قرى عزلة كحلان بمديرية كحلان عفار التابعة لمحافظة حجة، بلغ تعداد سكانها 237 نسمة حسب تعداد اليمن لعام 2004.